# Crips
Crips (engelsk: The Crips) er en primært, men ikke udelukkende, afro-amerikansk bande. De blev grundlagt i Los Angeles, Californien, i 1969 af Raymond Washington og Stanley Williams. Hvad der engang var en alliance mellem to autonome bander er er nu et løst forbundet netværk af individuelle sæt, der ofte involverer åben krig med hinanden. Banden findes i de fleste større byer i USA.
Crips er en af de største og mest voldelige sammenslutning af gadebander i USA, med anslået medlemstal på 50.000. Banden er kendt for at være involveret i mord, røverier, og narkotikahandel, samt mange andre kriminelle gøremål. Banden er kendt, for dens medlemmers brug af blåt tøj. Imidlertid, er denne praksis aftaget, på grund af politiets hårde linje overfor bandemedlemmer. Medlemmer af Crips dræber hinanden i interne opgør i et tre gange så stort omfang, som de dræber rivaliserende bandemedlemmer fra deres ærkerival Bloods.
Crips, er i offentligheden kendt for at have en intens og bitter, rivalisering med Bloods, samt mindre fejder med nogle Chicano-bander. Det er blevet dokumenteret at Crips, også har medlemmer i det amerikanske militær, ligesom de også har baser i USA og udlandet. Deres kriminelle aktiviteter omfatter bl.a narkotikahandel, røveri, afpresning, mord, indbrud, identitetstyveri, biltyveri og hvidvaskning Deres allierede, er primært Folk Nation, Gangster Disciples, La Raza, Black Guerrilla Family, mens deres rivaler hovedsageligt indbefatter Bloods, People Nation, Ñetas, Hoover Criminals  og Sureños.

## Historie
Stanley Tookie Williams mødtes Raymond Lee Washington i 1969, hvor de besluttede at forene, deres bandemedlemmer fra den østlige- og vestlige del af South Central Los Angeles for at bekæmpe, nærliggende gadebander. De fleste af medlemmerne var 17 år gamle. Williams beskrev grundlæggelsen, i hans erindringsbog, Blue Rage, Black Redemption. Bande-aktiviteten i South Central Los Angeles har sine rødder, i en række forskellige faktorer i 1950'erne og '60'erne, herunder den økonomiske nedgang efter anden verdenskrig, hvilket førte til arbejdsløshed, fattigdom, og raceadskillelse som førte til dannelsen, af sorte "street clubs" af unge afro-amerikanere som var udelukket, fra organisationer såsom Spejderbevægelsen, og aftagende sorte nationalistiske-organisationer såsom Black Panther Party og Black Power Movement. Washington blev myrdet den 9. august, 1979 og Williams blev henrettet den 13. december, 2005.
Det oprindelige navn for alliancen, var "Cribs," et navn indsnævret fra en liste med flere alternativer, og som blev valgt, enstemmigt gennem tre afstemninger, med forslag som, the Black Overlords, og the Assassins. Cribs blev valgt, for at afspejle, det mange unge medlemmer i banden. Navnet "Cribs" blev senere ændret til "Crips", som betegnede bandemedlemmer som, gik rundt med stokke, for at afspejle deres "alfons"-status. Beboerne i nabolaget, kaldte dem for cripples, (dansk: Krøblinge) eller bare kort, "Crips". En Los Angeles Sentinel-artikel i februar 1972 refererede til medlemmerne som "Crips" (som i cripples). Navnet havde altså hverken nogen politisk, organisational, kryptisk, eller akronymisk betydning, selvom nogle, havde foreslået at navnet stod for, Common Revolution In Progress. I sin bog afviste Williams, desuden påstande om at gruppen var en spin-off fra Black Panther Party, eller andre organisationer, og skrev at navnet "afbildede en alliance mod andre gadebander—hverken mere, eller mindre." Washington, som gik på Fremont High School, var leder af the East Side Crips, og Williams, som gik på Washington High School, var leder af West Side Crips.
Williams huskede, at en blå bandana første gang blev båret af Buddha, et af Crips tidligste medlemmer, Buddha, som en del af hans farve koordinerede tøjstil, sammen med et par blå Levi's, en blå t-shirt, og mørkeblå seler. Den blå bandana, blev båret som en hyldest til Buddha, efter at han blev skudt, og dræbt den 23. februar, 1973, hvorefter den blå farve blev associeret med Crips.
Crips, blev mere og mere populær, i det sydlige Los Angeles efterhånden som flere ungdomsbander, sluttede sig til dem; hvilket gjorde at ikke-Crips banderne kom i undertal fra 3 til 1, hvorved de kom i konflikt med flere ikke-Crips bander, herunder the L.A. Brims, Athens Park Boys, the Bishops, The Drill Company, og the Denver Lanes. I 1971 havde banden spredt sig til hele Los Angeles.
Oprindeligt, havde Crips ikke nogen lederposter, og man blev, anerkendt på grund af sine personlige kvalifikationer, karisma, og indflydelse. Disse, ledere prioriterede en udvidelse, af bandens medlemstal så det kunne øge deres magt. I 1978, var der 45 Crips-bander, kaldet sæt, som havde deres virke i Los Angeles. Banden blev stadig mere voldelig, da de forsøgte at udvide deres territorium.
I begyndelsen af 1980'erne banden var dybt involveret i narkohandel. Nogle Crips begyndte at producere, og distribuere PCP (phencyclidine) i byen. Det, begyndte også at distribuere marijuana og amfetamin i Los Angeles. I begyndelsen af 1980'erne begyndte Crips-sæt at distribuere crack-kokain i Los Angeles. Den enorme profit som følge af distribueringen af crack-kokain gjorde det muligt for mange Crips at etablere nye markeder i andre byer og stater. Desuden, begyndte mange unge mænd, i andre stater at tage Crips navn og livstil, til sig. Som et resultat af disse to faktorer, øgede Crips antallet af medlemmer, gennem 1980'erne markant, hvilket gør dem til en af de største gadebande-alliancer i USA. I 1999, var der mindst 600 Crips-sæt med mere end, 30,000 som distribuerede, narkotika i hele, USA.

## Medlemskab
Crips har over 800 sæt med 30,000 til 35,000 medlemmer og associerede medlemmer, inklusiv mere end 13,000 medlemmer i Los Angeles. De stater med de højeste anslåede antal af Crips-sæt er Californien, Missouri, Oklahoma og Texas. Medlemmerne er typisk unge afroamerikanske mænd, selvom nogle af medlemmerne også er hvide, latinamerikanske og asiatere. Kendte tidligere bandemedlemmer, eller dem som er mistænkt, for at have associeret med Crips, indbefatter Snoop Dogg, Eazy-E og Ice-T. Ice-T begyndte sin rap karriere foran et Crip-publikum, og var blandt sine venner i Crips, kendt som Tray eller Tracy.

## Indbyrdes konflikter
I 1971, blev en bande på Piru Street i Compton, Californien kendt som Piru Street Boys, etableret, og blev senere et associeret sæt i Crips. Efter to år med fred, startede en fejde, mellem Piru Street Boys og de andre Crip-sæt. Dette, udviklede sig senere, til en voldelig konflikt, med to tidligere allierede. Kampene fortsatte og i 1973, ønskede Piru Street Boys at stoppe volden, og indkaldte til et møde mellem banderne, samt andre bander som var associeret med Crips. Efter en lang diskussion, brød Pirus, alle deres forbindelser, med Crips og startede en organisation, som senere skulle blive til Bloods, en gadebande som er berygtet for deres rivalisering med Crips.
Siden da, opstod der andre konflikter, og fejder mellem de resterende sæt i Crips-banden. Det er en populær, misforståelse at Crips kun har fejder med Bloods. I virkeligheden, kæmper det også mod hinanden — for eksempel, har the Rollin' 60s og 83rd Street Gangster Crips været rivaler lige siden 1979. I Watts, Los Angeles har Grape Street Watts Crips og P Jay Crips, været så meget i konflikt, at P Jay Crips har været nødsaget til at alliere sig med det lokale Bloods-sæt, the Bounty Hunter Bloods, for at kunne bekæmpe Grape Street Crips.

## Praksis
De praktiske læse- og skrivefærdigheder blandt i Crips bandeliv indebærer generelt rap, graffiti, og erstatning og fjernelse af bestemte bogstaver i alfabetet. Bogstavet "b" i ordet "blood" opfattes som "respektløst" i visse sæt, og skrives med et kors inden i, på grund af rivaliseringen. Bogstaverne "CK", som står for "Crip killer", bliver fjernet og erstattes, med dobbel "cc", og bogstavet "b" bliver også erstattet. Ordet "kick back", ville derfor blive skrevet som "kicc bkacc". Mange andre bogstaver bliver også ændret på grund af symbolsk betydning. Crips, har traditionelt set altid refereret, til hinanden som "Cuzz", som også undertiden bruges som et kælenavn for medlemmerne. "Crab" er det mest respektløse man kan kalde en Crip og vil garantere en fatal gengældelse. I 1970'erne og 80'erne, kommunikerede, Crips med hinanden i fængslerne, på Kiswahili, for at bevare privatlivets fred blandt vagterne og rivaliserende bander.

## Sæt
Ligesom Bloods, består Crips af flere sæt.
- Asian Boyz
- Grape Street Watts Crips
- Latin Kings
- Gangster Hoover 52
- 101 Crip Gang
- 7th Street Watss Crip
- Acacia Block Compton Crip
- Altadena Block Crip
- Angelo Mafia Crip
- Anzac Grape Compton Crip
- Atlantic Drive Compton Crips
- Avalon 40's Crip
- Avalon Gangster Crips 53
- Avalon Gangster Crip 116
- Avalon Garden Crips 88
- Back Street Crip
- Beach Town Mafia Crip
- Blunt Smoking Only Gang
- BOGC
- Boulevard Mafia Crips
- Bricc Block Crip
- Broadway Gangster Crip 112
- Broadway Gangster Crip 52
- Burris Blocc Compton Crips
- By Yourself Hustler Crips
- Carver Park Compton Crips
- Chester Street Compton Crips
- Compton Avenue Crip, 95
- DAWGS
- Dirty Old Man Gang
- Dodge City Crips
- Don't Give A Fuck
- Down Ass Pimp Gang, 109
- Dragnet
- Du Rocc Crip
- Ducky Hood Compton Crip
- East Coast Crip, 59
- East Coast Crip, 62 NHC
- East Coast Crip, 66
- East Coast Crip, 68
- East Coast Crip, 69 Shacc Boys
- East Coast Crip, 76
- East Coast Crip, 89 NHC
- East Coast Crip, 97
- East Coast Crip, Q102
- East Coast Blocc Crip, 118
- East Coast Blocc Crip, 190
- East Coast Crip, 200
- East Nashville Crips
- East Side DAWGS
- East Side Hustler Crip 104, 108
- East Side Hustler Crip 115, 118
- East Side Players, 97
- East Side Ridas, 64
- East Side Ridaz, 59
- Eight Tray Gangster Crip
- Farm Dog Compton Crip
- Four Corner Block Crip
- Four Duece Crip Gang (w/s)
- Four Line Drive Crip
- Four Tray Gangster Crip
- Front Hood Compton Crip
- Front Street Crip
- Fudge Town Mafia Crip 105, 107
- Gangster Crip, 105
- Gangster Crip, 118
- Gangster Crip, 42 (e/s)
- Gangster Crip, 43
- Gangster Crip, 43 SS
- Gangster Crip, 47 S
- Gangster Crip, 48
- Gangster Crip, 83
- Gangster Crip, 87
- Gangster Crip, 96
- Gangster Crip, 97
- Gangster Crip, 98
- Gangster, Hoover 52
- Gardena Pay Back Crip
- Geer Gang Crip
- Ghost Town Crips
- Grape Street Watts
- Grave Yard Crip
- Gundry Blocc Paramount Crips
- Hard Time Hustler Crip, 88, 93
- Hard Time Hustler Crip
- Hard Time Hustler Crip, 78
- Harvard Gangster Crip, 127
- Hat Gang Watts Crip
- Hickery Street Watts Crip
- Holmes Town Crip
- Home Boys Crimino Gang
- Hoover, 59
- Hoover Gangster, 52
- Hoover, 74
- Hoover, 83
- Hoover, 92
- Hoover, 94
- Hoover, 107
- Hoover, 112
- HSHG
- Imperial Village Crip
- Insane Crip
- Kelly Park Compton Crip
- Kitchen Crip Gang, 87
- Kitchen Crip Gang, 95
- Kitchen Crip Gang, 116
- Lantana Blocc Compton Crip
- LDH 73
- Lettin Niggas Have It
- Osage Legend Crip, 102
- Mack Mafia Crip
- Mafia Crip, 99
- Main Street Crip
- Main Street Maria Crip
- Mansfield Gangster Crip
- Marvin Gangster
- Mayo Ave Compton Crip
- Menlo Gangster Crip, 103
- Menlo Gangster Crip, 65
- McKinley Avenue Crips
- Mona Park Compton Crips
- Most Valuable Pimp Gangster Crip
- NBGC
- Neighbor Hood 90 Crip
- Neighbor Hood Compton Crips
- Neighbor Hood Crip 106, 102
- Neighbor Hood Crip 115
- Neighbor Hood Crip 67
- Neighbor Hood Crip, 111, 112 (w/s)
- Neighbor Hood Crip, 111, 112 (e/s)
- Neighbor Hood Crip, 46
- Neighbor Hood Crip, 55
- Neighbor Hood Crip, 57
- Neighbor Hood Crip, 59
- Neighbor Hood Crip, Lynwood
- Neighborhood Watts Crip
- Nestor Ave Compton Crip
- Nothing But Trouble Halldale Crip
- Nutty Blocc Compton Crip
- Original Blocc Crip Gang
- Original Hood Crip
- Original Swamp Compton Crip
- Original Valley Gangster Crip
- Palm & Oak Gangster
- Palmer Blocc Compton Crips
- Park Village Compton Crips
- Pimp Town Murder Squad
- PJ Watts Crip
- Play Boy Gangster Crip
- PlayBoy Hustler Crip
- PlayBoy Style Crip 82
- PlayBoy Style Crip 101, 106
- Poccet Hood Compton Crip
- Raymond Ave Crip 102
- Raymond Ave Crip 120
- Raymond Ave Crip Pasadena
- Raymond Street Hustler Compton Crip
- Rollin' 130's
- Rollin 20s Long Beach
- Rollin 30s
- Rollin 40s
- Rollin 50s
- Rollin 60s
  - Rollin 80's West Coast Crip
- Rollin 90s NHC
- Rollin 90s Westcoast
- RSH Compton Crip
- Santa Fe Mafia Crip
- Santana Blocc Compton Crip
- School Yard Crips
- Sex Symbols
- Shotgun Crip
- Sin Town Crip 357
- Six Hood Compton Crip
- Sons of Samoa
- South Side Compton Crips
- Spook Town Compton Crips
- Stevenson Village Crip (Cold Village Dog)
- Straight Ballers Society
- T Zone Crip 110
- Ten Line Gangster Crip
- Tiny Hoodsta Crip
- TMHG
- Tonga Crip Gang
- Tragniew Park Compton Crip
- Twilight Zone Compton Crip 157
- Under Ground Blocc Crip
- Venice Shore Line
- Victoria Park Crips
- Ward Lane Compton Crip
- WaterGate Crip
- Watts Mafia Crip Gang

Watts Playground Crip 115
- We Dont Care Crip
- West Boulevard Crip 28
- West Boulevard Crip 64
- West Covina NH Crip
- West Side Mafia
- Young Ass Playas
- 3rd Block Crips

## Film om Crips
- Dead Homiez
- Gangsta King, Raymond Lee Washington
- Bastards of the Party
- Bangin On Wax The Documentary
- C-Walk, It's a way of livin
- Strapped & Strong

## Publikationer til reference
- National Drug Intelligence Center (2002). Drugs and Crime: Gang Profile: Crips (PDF). USA's justitsministerie. Hentet 2009-06-21. Produkt no. 2002-M0465-001. (engelsk)
- Leon Bing (1991). Do or Die: America's Most Notorious Gangs Speak for Themselves. Sagebrush. ISBN 0-8335-8499-5 (engelsk)
- Stanley Tookie Williams (2005). Blue Rage, Black Redemption: A Memoir (PB) ISBN 0-9753584-0-5 (engelsk)
- Colton Simpson, Ann Pearlman, Ice T (Foreword) (2005). Inside the Crips : Life Inside L.A.'s Most Notorious Gang (HB) ISBN 0-312-32929-6 (engelsk)
- Shakur, Sanyika (1993). Monster: The Autobiography of an L.A. Gang Member, Atlantic Monthly Pr, ISBN 0-87113-535-3 (engelsk)
- Yusuf Jah, Sister Shah'keyah, Ice T, UPRISING : Crips and Bloods Tell the Story of America's Youth In The Crossfire, ISBN 0-684-80460-3 (engelsk)
- Capozzoli, Thomas og McVey, R. Steve (1999). Kids Killing Kids: Managing Violence and Gangs in Schools. St. Lucie Press, Boca Raton, Florida, side. 72 ISBN 1-57444-283-X (engelsk)
- Smith, Debra; Whitmore, Kathryn F. (2006). Literacy and Advocacy in Adolescent Family, Gang, School, and Juvenile Court Communities. Lawrence Erlbaum Associates. ISBN 0-8058-5599-8. (engelsk)